# Jason Todd
Jason Todd es un personaje del universo de DC Comics, que debutó en la edición 357 de la serie Batman en marzo de 1983. Se convirtió en el segundo Robin, el ayudante de Batman, después de que Dick Grayson dejara su puesto para unirse a los Jóvenes Titanes y adoptar la identidad de Nightwing.
Aunque inicialmente fue bien recibido, su popularidad empezó a decaer tras los cambios en su historia de origen introducidos por el guionista Max Allan Collins. Durante la publicación de la saga Batman: Death in the Family, DC organizó una votación telefónica para decidir el destino del personaje: si viviría o moriría a manos del Joker. Por un estrecho margen —5343 votos contra 5271— los lectores eligieron su muerte. Esta pérdida dejó una profunda huella en Batman, quien durante mucho tiempo cargó con la culpa por no haber podido salvarlo.
Sin embargo, en 2005, Jason regresó en la historia Under the Hood, resucitado y transformado en el segundo Red Hood. Adoptó una nueva identidad como antihéroe, con métodos más extremos que los de Batman, incluyendo el uso de armas de fuego y la disposición a matar.
En enero de 2010, protagonizó la miniserie Red Hood: The Lost Days, escrita por Judd Winick —quien también fue guionista del filme animado Batman: Under the Red Hood. Esta serie explora los años posteriores a su resurrección, en los que Jason viaja por el mundo entrenando y preparándose para su regreso a Gotham.
Tras el reinicio del universo DC en septiembre de 2011, Jason pasó a liderar su propia serie: Red Hood and the Outlaws, donde forma parte de un equipo de antihéroes. Además, en el videojuego Batman: Arkham Knight (2015), Jason reaparece con una nueva identidad como Arkham Knight, un villano marcado por años de encierro y tortura en el Manicomio Arkham a manos del Joker. Manipulado psicológicamente para odiar a Batman y traicionar a su antiguo mentor, Jason finalmente se libera de esa influencia y, hacia el final del juego, asume el rol de Red Hood.

## Antecedentes
Cuando Len Wein asumió el cargo de editor de la serie Batman en 1982, el Robin original, Dick Grayson, se unió al equipo de los Jóvenes Titanes. Su salida dejó a Batman sin un compañero que reflejara sus ideales y actuara como su aliado. Para llenar ese vacío, se introdujo a Jason como el nuevo Robin. Hizo su primera aparición en Detective Comics n.º524 (marzo de 1983) y asumió oficialmente el papel de Robin en el n.º526 (mayo de 1983).
Tras Crisis on Infinite Earths, que permitió a DC Comics reorganizar su continuidad editorial, varios personajes y series fueron reestructurados. Uno de los cambios más significativos fue la reintroducción de Jason, quien fue rediseñado con una nueva historia de origen. Sin embargo, esta versión del personaje no fue bien recibida por una parte del público. Dennis O'Neil, editor de la serie Batman desde 1986, señaló que el rechazo fue notorio entre los lectores: «Lo odiaban. No sé, tal vez era cosa de fanáticos demasiado apasionados... quizás lo veían como un intruso que había usurpado el lugar de Dick Grayson. Algunas cartas que recibimos dejaban claro que al menos algunos pensaban así.»

## Apariciones

### Una muerte en familia
En 1988, Dennis O'Neil propuso que permitir al público participar en decisiones creativas podría aumentar el interés por los cómics. Con la implementación de la idea de realizar una votación telefónica a través de la línea 1-900, O'Neil y la presidenta de DC Comics, Jenette Kahn, acordaron que esta herramienta no debía utilizarse para decisiones menores. En su lugar, decidieron emplearla para definir el destino del Jason. Según explicó O'Neil, Jason fue elegido porque había señales de que no era un personaje especialmente popular entre los lectores. Dado que la iniciativa ya representaba un riesgo, consideraron inapropiado aplicarla a un personaje de menor relevancia. Aunque Jason no era un personaje muy popular entre los lectores, O'Neil no sabía qué rumbo darle. Por eso, decidió que fueran los propios lectores quienes eligieran su destino.
La votación se realizó como parte de la historia Batman: una muerte en la familia, un arco argumental publicado entre los capítulos 426 y 429. Al final del n.º427, Jason es brutalmente golpeado por Joker y dejado en un edificio preparado para explotar. En la penúltima página del cómic, DC Comics ofreció a los lectores la posibilidad de decidir el destino del personaje mediante dos líneas telefónicas, una para salvarlo y otra para dejar que muriera. La votación estuvo abierta durante 36 horas y recibió un total de 10 614 llamadas. El resultado fue muy ajustado: 5343 votos a favor de su muerte y 5271 a favor de su supervivencia. En Batman n.º428 se mostró explícitamente la muerte de Jason. Años más tarde, O'Neil reveló que el resultado de la votación que decidió el destino del personaje pudo haber sido influenciado por una sola persona. Según explicó, alguien habría programado su computadora para llamar al número de votación cada 90 segundos durante ocho horas, lo que habría inclinado el resultado hacia la muerte del personaje. Esta revelación generó dudas sobre la validez del argumento de que Todd fue eliminado por su impopularidad entre los lectores. «Según escuché, fue una sola persona quien automatizó las llamadas, y eso terminó decidiendo el destino de Jason», afirmó O'Neil en una entrevista con Newsarama, durante una conversación con el guionista Judd Winick sobre la historia Under the Hood. Según O'Neil, al parecer una sola persona fue responsable de realizar alrededor de 320 llamadas telefónicas en el transcurso de ocho horas para influir en la votación. Años después, el editor agregó que, «según le habían contado, se trataba de un abogado en California que utilizó una computadora Macintosh para automatizar las llamadas, programándola para marcar cada dos minutos». Aunque no pudo verificar esta información, O'Neil señaló que, «dado que el resultado final se decidió por un margen de apenas 65 votos, si la historia es cierta, esa persona habría sido la responsable directa de la muerte del personaje».
A pesar del resultado de la votación, O'Neil señaló que habían cumplido con su parte del acuerdo, lo que provocó una gran cantidad de críticas en los medios y numerosas cartas con mensajes negativos. Varios creadores de cómics expresaron públicamente su desacuerdo con lo ocurrido. Frank Miller —conocido por obras como The Dark Knight Returns y Batman: año uno— calificó la decisión como «una de las más ofensivas y cínicas que he visto en el mundo del cómic».

### Silencioy regreso
Poco antes de la publicación de Batman n.º617 (septiembre de 2003), se filtró en internet una imagen ilustrada por Jim Lee que parecía revelar que el villano Hush era en realidad Jason, supuestamente resucitado. Sin embargo, en el siguiente número, Batman n.º618 (octubre de 2003), se reveló que se trataba de un engaño: Clayface se había hecho pasar por Jason. El guionista Jeph Loeb explicó que siempre le atrajo la idea de traer de vuelta a Jason, debido al fuerte impacto emocional que tendría en Batman. Según Loeb, la aparición de Jason en la historia fue una herramienta narrativa para manipular a Batman, pero no era el eje central del argumento. Añadió: «Si algún día alguien quiere revivir a Jason o contar otra versión de su historia, acabamos de abrir la puerta... y me parece fantástico».
En 2005, el guionista Judd Winick inició el arco argumental Batman: bajo la capucha, centrado en revelar la identidad del nuevo personaje conocido como Red Hood. La sorpresa llegó en Batman n.º638, cuando se reveló que era Jason. Winick explicó que, tras escribir los primeros capítulos, propuso a sus editores la idea de resucitar al personaje. Según el autor, su principal interés no era explicar cómo o por qué Jason había vuelto, sino explorar el impacto emocional y psicológico que su regreso tendría en Batman. La explicación oficial de su resurrección se presentó en Batman Annual n.º25 (2006). Más adelante, durante el arco One Year Later, Jason asumió brevemente la identidad de Nightwing, pero luego volvió a ser Red Hood. A partir de mayo de 2007, se convirtió en uno de los personajes principales de la serie Countdown.

### Battle for the CowlyThe Outlaws
Después del arco Batman R.I.P., la historia continuó con Batman: Battle for the Cowl, en la que Jason aparece como justiciero armado en uno de los trajes utilizados por los falsos Batman. Según el guionista y dibujante Tony Daniel, a partir de este punto, Jason se consolida como un villano en toda regla. El propio Daniel declaró que Jason había cruzado un umbral sin retorno: «Ya nadie puede considerarlo un héroe, ni siquiera remotamente». Agregó que su intención era convertirlo en un personaje irredeemible, cuyas acciones en Battle for the Cowl —a su juicio, imperdonables— sólo podían conducirlo a la prisión o a algo peor. Concluyó que, desde entonces, Jason había abandonado por completo la zona gris entre el bien y el mal: «ahora está claro que pertenece al lado oscuro». 
Como parte del relanzamiento editorial de DC Comics en 2011, conocido como The New 52, se anunció que Jason tendría su propia serie como Red Hood. Allí se explicó que lideraría un equipo de antihéroes llamado Red Hood and The Outlaws. Este grupo estaría formado por personajes del universo DC, incluyendo tanto figuras ya conocidas como nuevas incorporaciones. Entre los miembros destacados del equipo se encontraban Roy Harper (Arsenal) y Starfire. La serie comenzó a publicarse en septiembre de 2011, con guion de Scott Lobdell e ilustraciones de Kenneth Rocafort. La historia se centra en el camino de redención de Jason y presenta una versión simplificada de su transformación en Red Hood, relatada en el número especial 0, publicado entre los números 12 y 13.

## Apariciones en otros medios

### Televisión
- Algunos elementos de Jason fueron incorporados en la versión de Tim Drake en la serie animada The New Batman Adventures.[19] Por ejemplo, se le dio un pasado como ladrón callejero y una conexión familiar con el crimen organizado, específicamente con Two-Face.[19] Además, se había considerado adaptar la historia Batman: A Death in the Family para la serie, pero finalmente se descartó la idea por considerarse demasiado oscura para el público infantil.[19]
- En la serie Young Justice, Jason, con la voz de Josh Keaton, es mencionado por primera vez en la segunda temporada como un antiguo Robin que murió durante una misión, aunque su fallecimiento ocurre fuera de pantalla.[20] Es conmemorado mediante un holograma.[20] Su primera aparición física ocurre en la tercera temporada, en el episodio «Rescue Op», donde aparece encapuchado y enmascarado, actuando como un ninja al servicio de Ra's al Ghul.[20]
- En el episodio «Red X Unmasked» de Teen Titans, Jason aparece brevemente como una de las posibles identidades detrás del misterioso personaje de Red X.[21]
- Jason aparece en la serie Titans, interpretado por Curran Walters.[22] Jason es introducido en la primera temporada como el sucesor de Dick en el papel de Robin.[23] En la tercera temporada, tras ser asesinado por Joker, es resucitado mediante un Pozo de Lázaro y manipulado mentalmente por Scarecrow con la ayuda de un químico especial. Bajo el alias de Red Hood, inicialmente colabora conScarecrow en un plan para destruir a los titanes y tomar el control de Gotham. Sin embargo, logra liberarse de la influencia del villano y finalmente ayuda a los titanes a derrotarlo.

## Habilidades y equipo

### Habilidades
Para convertirse en Robin, Jason Todd fue entrenado por Bruce Wayne, al igual que Dick Grayson, que lo adiestró rigurosamente en acrobacia, investigación y artes marciales, adquiriendo una gran habilidad en dichos campos. Después de su regreso, amplió su entrenamiento aprendiendo de personas del mismo calibre que aquellos que entrenaron a su ex mentor Batman. El estilo de lucha de Jason enfatiza la brutalidad, la velocidad y la fuerza, incorporando Aikido, Capoeira, Karate, Kickboxing, Krav Maga, Ninjutsu, Savate, Silat y Taekwondo. Con un amplio conocimiento de las tácticas de Batman, Jason puede anticipar la mayoría de las acciones de su antiguo mentor y contrarrestarlas.
A través del acceso de Talia al Ghul a Industrias Kord, además de ser el ex CEO de LexCorp, Jason tiene acceso a armamento civil y militar de alto nivel, incluidas armas de fuego como pistolas, ametralladoras, escopetas, etc. También tiene acceso a explosivos, lanzadores de cohetes y equipos de computación y dispositivos avanzados. Sin embargo, su daga (que se asemeja a un kris y es una réplica de uno de los cuchillos de Ra's al Ghul) sigue siendo su arma preferida para el combate cuerpo a cuerpo; Puede atravesar la armadura y el arsenal de Batman. También tiene algo de afilado letal Shurikens basados en los diseños de Batman de Batarang como armas de lanzamiento.
Al haber sido entrenado por Batman tanto en investigación como en estrategia, Todd se convirtió en un hábil detective y táctico cuando llegó a su edad adulta. En Under the Hood, fue capaz de localizar al Joker mientras el payaso Príncipe del crimen se escondía después de ser derrotado e intimidado por Hush. Todd dedujo que su propia resurrección estaba relacionada con los planes de Alexander Luthor, Jr. antes de su muerte al comienzo de la historia de Countdown. Jason también fue capaz de desmantelar las vastas operaciones criminales de Máscara Negra, atacando estratégicamente las bases, actividades y auxiliares fundamentales del jefe del crimen, lo que hizo que perdiera el control del inframundo criminal de Gotham City antes de que Jason representara ninguna amenaza como su nuevo "capo".

### Armas de fuego
Después de haber sido entrenado por Batman, Jason Todd tiene un objetivo perfecto cuando usa "batarangs" y más tarde, armas de fuego. Para aumentar su habilidad con estas armas, fue un paso más allá que Batman en su viaje alrededor del mundo para aprender de los maestros cómo matar a un objetivo con diferentes tipos de armas. Sus armas de elección son un par de IWI Jericho 941 personalizados, equipados con remates extra y miras de mini puntos rojos.